# Luzerner Hammer
Der Luzerner Hammer, auch Falkenschnabel genannt, gehört zu den Stangenwaffen. Er ist ein Kriegshammer, der meistens drei Merkmale besitzt: eine Hammerseite mit scharfen Kanten, einen gegenüberliegenden scharfen Haken (Schnabel) sowie eine Stoßspitze (auch Spießeisen) auf einem mindestens 150 cm langen Schaft. Das Gewicht eines Luzerner Hammers beträgt meist 2 bis 6, selten bis zu 14 kg.
Manchmal wird der Luzerner Hammer auch als Mordaxt bezeichnet. Vor allem der ausgestellte, als „poleaxe“ (Mordaxt) bezeichnete Hammer in der Wallace Collection ist hierfür ein Beleg, da er den kontinentalen Funden sehr ähnlich ist. Diese Kriegshämmer wurden vom einfachen Fußvolk benutzt, waren aber auch bei der Ritterschaft im Zweikampf zu Fuß weit verbreitet. Sie wurden zwischen dem 14. und 16. Jahrhundert benutzt. Seinen Namen bekam der Luzerner Hammer durch einen Massenfund in der Nähe der Stadt Luzern (Schweiz).
In der heutigen Zeit werden Luzerner Hämmer als Deko- bzw. als Paradewaffen und darüber hinaus, neben Hellebarden, als bevorzugte Distanzwaffen bei den Gruppenkämpfen im Historical Medieval Battle eingesetzt.